# Amtsgericht Rottweil

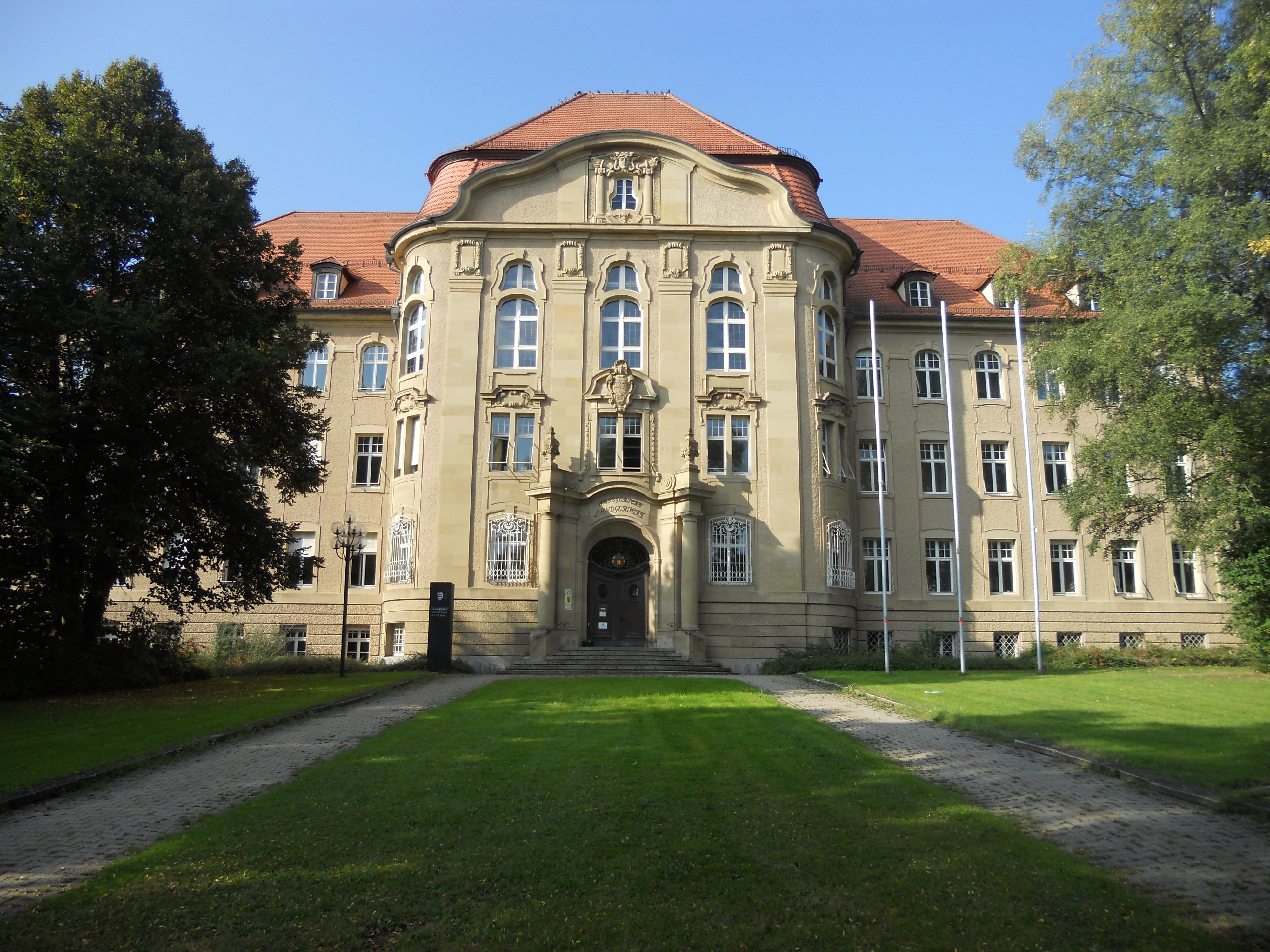
Amts- und Landgericht Rottweil

Das Amtsgericht Rottweil ist ein Gericht der ordentlichen Gerichtsbarkeit und eines von sechs Amtsgerichten im Bezirk des Landgerichts Rottweil.

## Gerichtssitz und -bezirk
Das Amtsgericht (AG) hat seinen Sitz in Rottweil, Baden-Württemberg. Der Gerichtsbezirk umfasst das Gebiet der Gemeinden Bösingen, Deißlingen, Dietingen, Dunningen, Eschbronn, Rottweil, Villingendorf, Wellendingen und Zimmern ob Rottweil mit insgesamt rund 58.000 Einwohnern. Zur herausragenden geschichtlichen Bedeutung Rottweils als Gerichtssitz insbesondere während des Heiligen Römischen Reiches sowie zum Gerichtsgebäude siehe den Artikel zum Landgericht Rottweil.

## Übergeordnete Gerichte
Dem Amtsgericht ist das  Landgericht Rottweil, diesem das Oberlandesgericht Stuttgart, diesem der Bundesgerichtshof in Karlsruhe übergeordnet.